# 山田嘉穀
山田 嘉穀（やまだ かこく、1854年4月12日（嘉永7年3月15日）- 1928年（昭和3年）12月2日）は、日本の実業家、政治家。衆議院議員、神奈川県高座郡海老名村長。雅号・稼堂。

## 経歴
相模国高座郡河原口村（のち神奈川県高座郡海老名村、現:海老名市）の醸造家・山田嘉年、時夫妻の長男として生まれる。耕余塾に通い小笠原東陽に漢学を学んだ。
海老名小学校教員、神奈川県属、河原口村戸長を務め、その後、神奈川県会議員に当選。武相困民党事件の仲裁役を担ったが、金融会社（債権者）と農民（負債者）との間の主張の隔たりは大きく仲裁を断念した。1884年、高座郡会議長に就任し、自由党に入党した。
1892年2月の第2回衆議院議員総選挙で中島信行の後継として神奈川県第五区から自由党所属で出馬して当選。以後、第4回総選挙まで連続して当選し、衆議院議員を連続三期務めた。1901年7月から1902年5月まで海老名村長を務めた。
その後、家業の酒造業を中心とした活動を行い、神奈川県農工銀行監査役、同県酒造組合長、日本酒造組合副組合長、厚木倉庫社長、三郡治水会総代などを務めた。